# Penilla Gunther
Penilla Evy Maria Gunther, tidigare gift Edqvist, född 13 augusti 1964 i Degerfors, är en svensk politiker (kristdemokrat), som var riksdagsledamot 2010–2018, invald för Västra Götalands läns norra valkrets.
I riksdagen var hon ledamot i näringsutskottet 2014–2018 (dessförinnan suppleant i utskottet från 2010) och ledamot i Nordiska rådets svenska delegation 2014–2017 (dessförinnan suppleant i delegation i perioder från 2010). Hon var även suppleant i arbetsmarknadsutskottet, EU-nämnden, konstitutionsutskottet, kulturutskottet och socialutskottet.
Gunther var då Kristdemokraternas talesperson i frågor som rör jämställdhet, integration och turism. Hon var också ordförande för Kristdemokraternas fackligt-sociala råd mellan 2010 och 2015.
Efter valet 2014 blev Penilla Gunther näringspolitisk talesperson genom sin ordinarie plats i näringsutskottet. Hon blev också ordinarie ledamot i Nordiska Rådets svenska delegation och ordförande i ett av fem utskott för NR, Välfärdsutskottet som har frågor som rör hela det sociala området från arbetsmarknad till hälso- och sjukvård.
Gunther var initiativtagare till bildandet av Riksdagens Nätverk för jämlik vård när hon kom in 2010 och har tillsammans med andra riksdagsledamöter anordnat ett flertal seminarier med olika vinklar på temat.
Gunther kandiderade till Kristdemokraternas partiledare 2015, men drog tillbaka sin kandidatur efter den första nomineringsrundan.
Inför riksdagsvalet 2018 hade Gunther en andraplats på valsedeln men meddelade den 22 augusti 2018 att hon avstår från att kandidera för en ny riksdagsperiod efter Aftonbladets granskning om ekonomiska oegentligheter i reportageserien Maktens kvitton. Hon meddelade också att hon avstår från sitt uppdrag som riksdagsledamot under den återstående tiden av hennes mandatperiod. Den 23 augusti beslutade den kristdemokratiska lokalföreningen att hon inte skulle kandidera i kommunalvalet eller i regionvalet heller. Gunther uppger att det visade sig ganska snart efter valet att påståendena inte hade någon grund, men då hade hon valt att avsluta sitt engagemang.